# Mark Tuan
Mark Tuan (coréen : 마크투안; chinois : 段宜恩) dit Mark (coréen : 마크), né Mark Yi-Eun Tuan (coréen : 마크이엔투안, le 4 septembre 1993) est un rappeur, chanteur et danseur américano-taïwanais. Il fait partie du boys band sud-coréen GOT7.

## Biographie
Mark Tuan est américano-taïwanais. En effet il est né et a vécu à Los Angeles et son père est taïwanais. Il a deux grandes sœurs et un petit frère[réf. souhaitée]. En 2010, il passe les auditions de la JYP Entertainment avec la chanson "When I'm Gone" de Eminem. À la suite de cela, il partira en août de la même année en Corée du Sud pour être formé. Sa formation aura duré environ 1 an et demi, avant de débuter officiellement le 16 janvier 2014 en tant que membre du boys band sud-coréen GOT7. Il y est le rappeur principal, danseur principal et visuel du groupe.

## Filmographie

### Dramas
| Année | Titre        | Rôle               | Chaines | Remarque                               | Ref   |
| ----- | ------------ | ------------------ | ------- | -------------------------------------- | ----- |
| 2012  | Dream High 2 | Danseur remplaçant | KBS     | Cameo, Ep 1                            |       |
| 2015  | Dream Knight | Mark               | Youku   | WebDrama sino-coréen par JYPE et Youku | [ 5 ] |

### Émissions de variétés
| Year | Title                         | TV Network   | Note                                                               | Ref. |
| ---- | ----------------------------- | ------------ | ------------------------------------------------------------------ | ---- |
| 2017 | Law of the Jungle             | SBS          | Casting en Nouvelle-Zélande                                        |      |
| 2017 | I Can See Your Voice          | Mnet         | Avec les membres Bambam, Youngjae, Yugyeom, Jinyoung et JB de GOT7 |      |
| 2017 | I Can See Your Voice Thaïland | Workpoint TV | Avec les membres Bambam, Youngjae et Yugyeom de GOT7               |      |
| 2019 | Got7 Golden Key               | Star K       | Avec Youngjae de GOT7                                              | ,    |
| 2019 | ALL FOR ONE                   | Youku        |                                                                    |      |

## Awards et nominations
| Année | Prix                   | Catégorie          | Résultat | Ref   |
| ----- | ---------------------- | ------------------ | -------- | ----- |
| 2019  | Weibo Starlight Awards | Meilleur célébrité | Lauréat  | [ 8 ] |